# Alexander Nikolajewitsch Deitsch
Alexander Nikolajewitsch Deitsch (russisch Александр Николаевич Дейч; *  19. Dezemberjul. / 31. Dezember 1899greg. in Reni, Gouvernement Bessarabien; † 22. November 1986) war ein führender sowjetischer Astronom, Doktor der physikalisch-mathematischen Wissenschaften, Gründer der sowjetischen Astrografenschule und Mitglied der Internationalen Astronomischen Union (IAU). Er entdeckte 1929 den Asteroiden (1148) Rarahu.

## Leben
Deitsch war der Sohn eines Militärs und verbrachte seine frühesten Kindheitsjahre in Reni. In Saratow besuchte er das Gymnasium und schrieb sich anschließend an der physikalisch-mathematischen Fakultät der Universität Saratow ein. Aufgrund seiner materiellen Verhältnisse musste er neben dem Studium als Kontorist in der Union der Verbrauchergesellschaften des Rajons Saratow arbeiten. Ab Mai 1919, als er zur Roten Armee eingezogen worden war, diente er als Schreiber in der Versorgungsabteilung der 4. Armee der Uralfront. Im Oktober 1920 begann er in Petrograd als Laborant an der Militärwirtschaftlichen Akademie der Roten Armee zu arbeiten, an der auch sein Vater als leitender Angestellter beschäftigt war. Gleichzeitig lehrte er dort elementare Mathematik in Vorbereitungskursen. Im Januar 1923 wurde er aus der Armee entlassen.
1923 absolvierte er die Petrograder Universität und begann als Mathematiker unter dem Astronomen Sergei Kostinski, dem Begründer der sowjetischen Astrofotografie, am Pulkowo-Observatorium zu arbeiten. Nach dem Tod Kostinskis 1936 übernahm er die Leitung der Gruppe für fotografische Astrometrie der astrophysikalischen Abteilung. In den Jahren der Leningrader Blockade übte er von 1941 bis 1942 die Funktion des Direktors des Pulkowo-Observatoriums aus. Im Februar 1942 wurde er mit seiner Familie nach Taschkent evakuiert, wo er seine Forschungen fortsetzte und als Dozent arbeitete. Nach dem Zweiten Weltkrieg half er beim Wiederaufbau des Pulkowo-Observatoriums. 1961 wurde er zum Präsidenten der IAU Kommission 24 gewählt. Bis 1981 lehrte er an der Leningrader Universität in den Studienfächern Fotografische Astrometrie, Doppelsterne und Näherungsrechnungen.
Seine ersten eigenständigen Arbeiten beschäftigten sich mit der Bestimmung der genauen Lage von Asteroiden und ihrer fotometrischen Charakteristik. Er schlug vor, zum Fotografieren von Asteroiden drei kurze Belichtungen anstatt einer langen zu wählen, was die Genauigkeit ihrer Lagebestimmung erhöhte. Außerdem führte er in Pulkowo Kataloge, sogenannte „Himmelskarten“, zur systematischen Erfassung der Sterne sowie die Schlesinger-Methode zur Bestimmung von Sternparallaxen ein. Am 5. Juli 1929 entdeckte er den Asteroiden (1148) Rarahu und mehrere veränderliche Sterne. Er bestimmte die Eigenbewegung von etwa 18.000 Sternen in ausgewählten Bereichen Kapteyns und entdeckte zwei unsichtbare Begleiter des Doppelsterns 61 Cygni im Sternbild Schwan mit Perioden von sechs und zwölf Jahren. Deitsch war Teilnehmer dreier Expeditionen zur Beobachtung vollständiger Sonnenfinsternisse in Schweden (1927), Omsk (1936) und Sortawala (1945) sowie zweier Expeditionen zur Bestimmung der geografischen Länge der Städte Swerdlowsk, Tblissi (1930) und Archangelsk (1932). 1935 wurde ihm für die Gesamtheit seiner Arbeiten der akademische Grad Kandidat der physikalisch-mathematischen Wissenschaften verliehen. In den 1950er Jahren, nach dem Start des ersten künstlichen Erdsatelliten Sputnik 1, entwickelte Deitsch eine Methode zur Bestimmung seiner Koordinaten. Zu Beginn der 1970er Jahre veröffentlichte er Arbeiten zur Erforschung von Quasaren durch Methoden der fotografischen Astrometrie. Sein Werk Der Kern der Galaxie wurde bereits 1966 herausgegeben und ermöglichte, einige vorläufige Schlussfolgerungen hinsichtlich der physikalischen Natur dieser Objekte zu ziehen. Deitsch ist Autor von mehr als 120 wissenschaftlichen Arbeiten.
Der von Ljudmila Tschernych entdeckte Asteroid (1792) Reni wurde ihm zu Ehren nach Deitschs Geburtsstadt benannt.